# Петерс, Карл-Фридрих-Вильгельм
Карл-Фридрих-Вильгельм Петерс (Carl Friedrich Wilhelm Peters) — немецкий астроном. Сын немецкого астронома Христиана Петерса (1806—1880). В 1867 году — наблюдатель при обсерватории в Гамбурге, в 1868 году в Альтоне. Здесь он занимался исследованием длины секундного маятника. С 1872 года заведующий хронометрической частью морской обсерватории в Киле. С 1886 года до своей смерти (1894) профессор в Кёнигсберге.